# Malý Bobeš (kniha)
Malý Bobeš je autobiografická kniha českého autora Josefa Věromíra Plevy. Originál vyšel roku 1931 a v letech 1961–1962 byly natočeny filmy Malý Bobeš a Malý Bobeš ve městě. Kniha popisuje Bobešovo vnímání světa dětskýma očima a zároveň ukazuje život v chudších rodinách. Děj se odehrává na venkově ve vesničce Radobylice (jejíž předlohou byly Radňovice), krátce před 1. světovou válkou.
Malý Bobeš (původně Bobo) ovšem prošel řadou autorských úprav, naposledy v roku 1953., polistopadové vydání pak poznamenala snaha „zpřístupnit“ knihu čtenářům vyrůstajícím v jiném ideologickém modu.

## Příběh
Hlavní postavou je Bobeš (Josef), jeho maminka, tatínek, dědeček a babička. Příběh začíná tím, že si jde Bobeš hrát k potůčku, kde je také malé děvčátko Boženka. Později si spolu začnou hrát a skamarádí se. Ale jelikož je Boženka z bohaté rodiny, její maminka jí nedovolí se kamarádit s Bobšem. Když tohle později řekne Bobeš doma, i jeho maminka mu zakáže se s Boženkou stýkat.
Jednou vběhl soused do Bobšova domu a oznámil rodině, že se tatínkovi stalo neštěstí. Prý na něj spadla kláda v lese a zlomil si nohu. Maminka šla k tatínkovi do lesa, dědeček šel na rychtu se zeptat po povozu, kterým by se tatínek dostal domů a soused šel hledat doktora. Když tatínka dovezli, přišel se na něj podívat doktor a ten nařídil, aby šel tatínek do nemocnice. Po čtrnácti dnech napsal tatínek domů, že je mu smutno a aby se za ním šla maminka a Bobeš podívat. Z toho měl Bobeš velikou radost. Nejenom, že uvidí tatínka po dlouhé době, ale také se podívá do města. Ještě k tomu poprvé pojede vlakem.
Tatínek byl velice rád, když uviděl Bobše s maminkou. Měl nohu ovázanou v sádře. Když odcházeli z nemocnice, Bobšovi bylo smutno. Proto mu maminka koupila pomeranče, barvičky a papíry, aby se mu zlepšila nálada. Také šli spolu do hostince, kde si dali polévku.
Konečně měl přijet tatínek. A přišel také s novinkou. Jelikož měl Bobeš zanedlouho nastoupit do školy, našel si ve městě práci. To znamenalo stěhování do města. Jednou, když šel Bobeš ze školy, uviděl maminku, jak leží v posteli a drží si u sebe miminko. Bobeš měl najednou bratříčka, kterému říkali František.
Tatínek onemocněl a musel si čtrnáct dní oddechnout od práce. Proto musela celá rodina jít vydělávat peníze. Dědeček stavěl pece a čistil komíny, maminka vyšívala a prodávala. Za chvíli ale neměli jak splatit nájem. K tomu všemu koupila maminka Bobšovi párek. Paní domácí hrozila mamince, že jí dá výpověď, protože si kupují samé maso a bůhvíco, ale nájem nejsou schopni zaplatit. Maminka tedy dala paní domácí skoro všechny peníze, které měli našetřené.
František onemocněl. Doktor se na něj přišel podívat, ale už nic moc nezmohl. František umírá. Naposledy se s ním přišli rozloučit, když už byl v rakvičce.
Kniha končí tím, že tatínek si najde novou práci: tovární topič v Brně. To opět znamená stěhování a rozloučení s životem, jaký byl doposud a pan učitel dá Bobšovi knihu Staré pověsti české od Aloise Jiráska na památku.